# Информационное фуражирование
Информационное фуражирование (англ. Information foraging) — это теория, которая описывает процесс поиска человеком информации. В ее основе лежит тезис о том, что человек во время поиска информации использует те же поведенческие стратегии, что и животные во время поиска пищи. Эта теория заимствует идеи у теории оптимального фуражирования и сейчас применяется для изучения поведения человека в интернете.
Понимание того, как человек потребляет информацию, позволит улучшить удобство использования веб-сайтов и любых других пользовательских интерфейсов.

## История
В 1960-х Роберт Макартур и Эрик Пианка разработали теорию оптимального фуражирования, чтобы объяснить, как животные (в первую очередь хищники) добывают пищу. Животное стремится получить максимальное количество энергии от добычи, затратив при этом оптимальное количество времени и энергии на ее поимку.
В начале 1990-х Питер Пиролли и Стюарт Кард из научно-исследовательского центра Xerox PARC заметили сходства между поведением животных во время поиска пищи и человеком во время поиска информации. Вместе с психологами они начали анализировать действия людей при поиске информации и пришли к выводу, что люди используют те же поведенческие стратегии, что и животные во время охоты.
В конце 1990-х к исследователям присоединился Чи Хуай-син, и группа начала разрабатывать способы практического применения идей информационного фуражирования.

## Основные понятия
Человек во время поиска информации постоянно принимает решения о том, какую информацию искать, нужно ли оставаться на текущей странице, нужно ли искать дополнительную информацию и когда нужно прекратить поиск. Поведенческие стратегии человека позволяют снизить энергию, затраченную на поиск информации, и оптимизировать этот процесс.

### Информационный запах
Во время охоты животные полагаются на различные запахи. Запахи выступают в роли индикаторов, которые указывают на близость к добыче и которые отражают шансы поймать что-либо в данном районе.
Схожим образом ведут себя люди, когда ищут информацию. Они ищут индикаторы, которые сигнализируют о близости к желаемой цели. Другими словами, они оценивают, возможно ли получить нужную информацию, продолжая искать ее в данном источнике.
Индикаторами могут выступать, например, описания страниц, параметры навигации или ссылки. В зависимости от наличия или отсутствия этих индикаторов, их полноты и доступности информационный запах может усиливаться при приближении к искомой информации или же слабнуть при отдалении от нее.

### Информационная диета
Если у животного есть выбор, на какую добычу охотиться, оно выберет то, что поймать легче. Так животное сможет затратить меньше энергии на поиск пищи.
Похожим образом ведет себя человек в условиях переизбытка информации. Он выберет такой источник, где информация будет наиболее точно отвечать конкретному запросу и где ее будет легко найти. Поэтому информация должна, с одной стороны, соответствовать ожиданиям пользователя (контент должен отвечать запросу), а с другой стороны, доступ к ней должен быть простым.

### Информационное поведение
Информационное фуражирование представляет разные модели для анализа поведения человека во время поиска информации. Одна из наиболее важных моделей — это анализ затрат и выгод, который упрощенно можно сформулировать в двух вопросах:
- Что можно получить из конкретного информационного источника, например из веб-страницы?
- Какова цена этой информации? Цена в данном случае измеряется во времени и в усилиях, затраченных на поиск и потребление информации. Порой речь может идти и о финансовой составляющей, если человек вынужден платить за доступ к источнику.

Человек стремится сократить время и уменьшить усилия, затраченные на поиск информации, получив при этом наиболее полный ответ на свой запрос. Другими словами, человек стремится получить наибольшую выгоду при наименьших усилиях, затраченных на ее достижение.

## Применение
Теория информационного фуражирования может применяться в разработке пользовательского интерфейса для веб-сайтов или приложений, моделирования поведения веб-пользоветелей, анализа медиа, в особенности онлайн-медиа.

## Дискуссия
Исследователи Дэвид Стивенс и Джон Кребс считают, что биологическая теория фуражирования описывает статичную ситуацию и не учитывает внешние факторы, которые могут повлиять на поиск добычи. Также теория не принимает во внимание состояние животного во время охоты — изголодавшиеся и пресыщенные животные ведут себя по-разному.
Эти же тезисы применительно к информационному фуражированию подтвердили исследователи Маркел Вино и Саймон Харпер из Web Ergonomics Lab (WEL). Они утверждают, что концепция информационного запаха описывает поведение человека в идеальных условиях. На практике же поведение может меняться от ряда факторов: где человек потребляет информацию (в машине, на прогулке, за стационарным компьютером), хорошо ли работает связь, какая у человека острота зрения и слух.
Исследователи считают, что пользователи веба могут механически пролистывать страницу и не вникать в ее содержание и при этом без определенной цели нажимать на любые из предложенных ссылок.